# Klampar
Klampar is een bestuurslaag in het regentschap Pamekasan van de provincie Oost-Java, Indonesië. Klampar telt 4208 inwoners (volkstelling 2010).